# Robert A. Heinlein
Robert Anson Heinlein (/ˈhaɪnlaɪn/;; 7 tháng 7 năm 1907 - 8 tháng 5 năm 1988) là một nhà văn khoa học viễn tưởng Mỹ. Thường được gọi là "bậc thầy của các nhà văn khoa học viễn tưởng", những tác phẩm đôi khi gây tranh cãi của ông tiếp tục có ảnh hưởng có ảnh hưởng đến thể loại này và về văn hoá hiện đại nói chung.
Heinlein trở thành một trong những nhà văn khoa học viễn tưởng đầu tiên của Mỹ viết bài cho các tạp chí chính như The Saturday Evening Post vào cuối những năm 1940. Ông là một trong những nhà văn tiểu thuyết bán chạy nhất trong nhiều thập kỷ, và ông, Isaac Asimov, và Arthur C. Clarke thường được coi là "Big Three" của các tác giả khoa học viễn tưởng tiếng Anh. Trong số những tác phẩm đáng chú ý nhất của ông là Stranger in a Strange Land, Starship Troopers, giúp tạo ra không gian biển và mecha archetypes, và tiểu thuyết tự do The Moon Is a Harsh Mistress.